# Буяченко, Александр Яковлевич
Александр Яковлевич Буяченко (1882 — не ранее 1945) — участник Белого движения на Юге России, командир Литовского пехотного полка, полковник.

## Биография
Сын симферопольского мещанина. Уроженец Таврической губернии. Выдержал экзамен на звание вольноопределяющегося 2-го разряда при Симферопольской гимназии.
Воинскую повинность отбывал в 51-м пехотном Литовском полку, 19 октября 1905 года был произведен в прапорщики запаса армейской пехоты с переводом в 52-й пехотный Виленский полк. В 1910 году окончил Одесское пехотное юнкерское училище, откуда выпущен был подпоручиком в 174-й пехотный Роменский полк. 22 ноября 1910 года переведен в 51-й пехотный Литовский полк. Произведен в поручики 25 ноября 1913 года.
В Первую мировую войну вступил в рядах 51-го пехотного Литовского полка. За боевые отличия был награждён несколькими орденами, в том числе орденом Св. Анны 4-й степени с надписью «за храбрость». Произведен в штабс-капитаны 6 января 1916 года, в капитаны — 8 ноября того же года, в подполковники — 4 марта 1917 года.
В Гражданскую войну участвовал в Белом движении в составе Вооруженных сил Юга России и Русской армии, в 1920 году — командир Литовского пехотного полка, полковник. Награждён орденом Св. Николая Чудотворца.
В эмиграции в Югославии. Служил чиновником в Государственном управлении финансов в Сараеве. Состоял председателем Сараевского отделения Союза русских инвалидов, заведовал местной русской библиотекой. После войны был арестован по требованию СССР и передан в Белграде представителям советской власти. Дальнейшая судьба неизвестна.

## Награды
- Орден Святого Станислава 3-й ст. с мечами и бантом (ВП 17.04.1915)
- Орден Святой Анны 4-й ст. с надписью «за храбрость» (ВП 25.04.1915)
- Орден Святой Анны 3-й ст. с мечами и бантом (ВП 15.05.1915)
- Орден Святого Станислава 2-й ст. с мечами (ВП 3.09.1916)
- Орден Святой Анны 2-й ст. с мечами (ВП 17.11.1916)
- Орден Святителя Николая Чудотворца (Приказ Главнокомандующего № 3651, 16 сентября 1920)